# Madonna col Bambino, sant'Anna e quattro santi
La Madonna col Bambino, sant'Anna e quattro santi è un dipinto a olio su tavola (228x176 cm) di Pontormo, databile al 1528-1529 circa e conservato nel Museo del Louvre di Parigi.

## Storia
In base alle indicazioni di Vasari l'opera è riferita agli anni immediatamente successivi all'impegno alla cappella Capponi, il 1528-29. Altre ipotesi critiche più recenti riferiscono l'opera, su basi stilistiche, anche al 1524-1526.
Fu dipinta per il convento di Sant'Anna in Verzaia, situato fuori Porta San Frediano e distrutto durante l'assedio di Firenze nel 1529. La chiesa del convento era la meta, fin dal 1370, di una processione che aveva luogo il giorno di sant'Anna (26 luglio) per commemorare l'avvenimento cittadino della "liberazione" dal tirannico Duca d'Atene. Il capitano dei fanti e gli altri servi ritratti nel medaglione ai piedi del seggio della Vergine furono i committenti della pala.
Il dipinto fu portato a Parigi da Napoleone Bonaparte nel 1813 oggetto delle spoliazioni napoleoniche nel Granducato di Toscana, sottraendolo all'ospedale Sant'Eusebio al Prato dove si trovava. Dal 1814 è esposta al Louvre e mai più restituita.

## Descrizione e stile
Su sfondo scuro è rappresentata una sacra conversazione con al centro la Madonna col Bambino in bilico su un alto seggio e con alle spalle sant'Anna che rivolge in intenso sguardo allo spettatore. Questo gruppo di figure, la sostanza cromatica dei loro panneggi e i brillanti contrasti luminosi rimandano a opere come la Visitazione di Carmignano. Intormo si trovano quattro santi in pose simmetriche o a contrapposto: a sinistra i santi Pietro e Sebastiano, a destra Benedetto e Andrea. Originale è la composizione su due piani sfasati ma sostanzialmente identici. Se i due santi in secondo piano appaiono sbozzati velocemente, più cura è riservata a quelli in primo piano; colpisce soprattutto il manto di Pietro acceso da forti canginatismi, dal giallo dorato alle ombre color arancio.
In basso, ai piedi di Maria, si trova il medaglione con i rappresentanti della processione per la festa di Sant'Anna: i responsabili della compagnia, trombettini, pifferai, mazzieri, "comandatori e tavolaccini".